# Fastighetstyp
En fastighetstyp är en av de åtta typer som Sveriges fastigheter är indelade i av Skatteverket. Fastighetstyperna har underavdelningar, som har var sin typkod. Typkoden beskriver fastighetens bebyggelse och andra egenskaper. Eftersom typkoderna har ekonomisk betydelse kan typkoderna överklagas. 

## Fastighetstyperna
De åtta fastighetstyperna är:
- Fastighetstyp 1 – Lantbruksenheter
- Fastighetstyp 2 – Småhusenheter
- Fastighetstyp 3 – Hyreshusenheter
- Fastighetstyp 4 – Industrienheter
- Fastighetstyp 5 – Ägarlägenhetsenheter
- Fastighetstyp 6 – Täkter
- Fastighetstyp 7 – Elproduktionsenheter
- Fastighetstyp 8 – Specialenheter (skatte- och avgiftsfria)[1]

## Typkoder
Inom var och en av fastighetstyperna finns underavdelningar som har var sin typkod. För varje fastighetstyp finns en serie med tresiffriga typkoder. Fastigheterna av fastighetstyp 1 har alla en kod som börjar med en 1:a. Typkoderna för fastighetstyp 1, lantbruksenheter, visas här som exempel på typkodsystemet:
| Kod | Underavdelning inom Lantbruksenhet typ 1 – Lantbruksenheter    |
| --- | -------------------------------------------------------------- |
| 100 | Lantbruksenhet, preliminär typkod                              |
| 110 | Lantbruksenhet, obebyggd                                       |
| 113 | Lantbruksenhet, bostadsbyggnadsvärde under 50 000 kr           |
| 120 | Lantbruksenhet, bebyggd                                        |
| 121 | Lantbruksenhet, som endast utgörs av växthus/djurstall         |
| 122 | Lantbruksenhet, bebyggd enbart med ekonomibyggnad              |
| 180 | Lantbruksenhet, skatte-/avgiftsfri (3 kap. 2 § 2 st. FTL)      |
| 181 | Lantbruksenhet, skatte-/avgiftsfri (3 kap. 3 § FTL)            |
| 197 | Lantbruksenhet, övrig mark utanför tätort, taxeringsvärde 0 kr |
| 199 | Lantbruksenhet, taxeringsvärde under 1 000 kr                  |

Inom alla åtta fastighetstyper finns liknande serier med typkoder på Skatteverkets sida. Typkodernas första siffra är alltid samma som fastighetstypens nummer: småhusenheters typkoder börjar med en 2:a, och så vidare.

## Juridisk och ekonomisk betydelse
Typkoden för en fastighet bestäms av Skatteverket vid fastighetstaxeringen av administrativa skäl, men den är inte ett rättsligt krav enligt lag. Den andra och tredje siffran ger information om fastigheten och dess byggnader. Eftersom typkoden ger information, har det blivit etablerat i samhället att använda typkoden för bedömningar av fastigheter, för till exempel fastighetsfinansiering. Typkoder kan alltså ha ekonomisk betydelse. Därför kan Skatteverkets beslut om typkodens andra och tredje siffror (som ger detaljinformation om fastigheten) överklagas av fastighetsägaren.